# KamiKatsu
«KamiKatsu: Божественні діяння у світі без богів» (яп. 神無き世界のカミサマ活動, Kaminaki Sekai no Kamisama Katsudō, "What God Does in a World Without Gods") — манґа, написана Аоі Акашіро та проілюстрована Соншьо Хангецубаном. Спочатку серіалізувалася в сейнен-журналі Monthly Hero's від Hero's Inc. з травня 2019 до жовтня 2020 року, після чого з листопада 2020 року перейшла на сайт Comiplex. Станом на грудень 2024 року серію зібрано у десять танкобонів. Аніме-адаптація від студії Studio Palette транслювалася з квітня по липень 2023 року.

## Персонажі
Юкіто Урабе (яп. 卜部 征人, Urabe Yukito)
Сейю: Енокі Дзюня
Після того як його батько та секта скинули його зі скелі в море в рамках ритуалу, Юкіто спочатку подумав, що помер і перевтілився в іншому світі. Однак він зрозумів, що вижив і насправді потрапив у постапокаліптичне майбутнє, де не існує богів. Це його засмутило, адже він сподівався знайти у смерті визволення від жорстокості батька. Мітама перенесла його в цей світ, щоб він заснував культ, який дасть їй послідовників.
Мітама (яп. ミタマ)
Сейю: Кіто Акарі
Богиня землі, якій поклоняється культ Юкіто. Вона невдало обрала його своїм послідовником, не звертаючи уваги на те, чи вірить він у неї. Якби вона не розплакалася й не почала благати, Юкіто кинув би її одразу.
Алурал (яп. アルラル, Aruraru)
Сейю: Ханазава Кана
Дівчина, яка першою знайшла Юкіто після його переміщення в часі, має нездорову одержимість ним.
Сілуріл (яп. シルリル, Shiruriru)
Сейю: Уесака Суміре
Старша сестра Алурал.
Рой (яп. ロイ, Roi)
Сейю: Сьо Фудзісава
Місцевий збоченець і мазохіст у світі, який виявився постапокаліптичним майбутнім. Один із друзів Юкіто.
Клін (яп. クレン, Kuren) / Локі (яп. ロキ, Roki)
Сейю: Огата Мегумі

Енлільта Рісхайд Бертран (яп. エンリルタ・リースハイド・ベルトラン, Enriruta Rīsuhaido Berutoran)
Сейю: Сувабе Дзюнічі (чоловік), Томіта Мію (дівчина)
Спочатку лицар Імперії, був убитий і воскреслий Мітамою в помсту за вбивство Юкіто та його друзів. Після воскресіння його стать змінилася, що стало для нього великим потрясінням.
Атар (яп. アータル, Ātaru)
Сейю: Аой Юкі
Наймолодший архонт, який спочатку служив Імперії, доки Мітама не розкрила правду про королівство та Локі. Після цього приєднався до культу Юкіто і став другим богом, отримавши половину сили Мітами, розділивши з нею віруючих.
Дакіні (яп. ダキニ) / Гохонзон (яп. 御本尊)
Сейю: Такахаші Ріє
Лідерка еротичного культу з поведінкою гяру, яка стверджує, що є справжньою богинею хтивості. Насправді ж вона архонт, яка запозичила силу справжньої Дакіні. Колись була вірна Імперії, доки вони не вбили її першого людського друга.
Ріш (яп. リシュ, Rishu)
Сейю: Комацу Мікако
Член культу Дакіні, вижила донька першої подруги Гохонзон, Тоуки
Гея (яп. ガイア)
Сейю: Кошімізу Амі
Архонт невеликого зросту, лідерка сирітського притулку, що нагадує культ, яка використовує силу справжньої Геї для виклику тварин і звірів. Після отримання повної сили архонта її тіло перетворюється на дорослу жінку. У минулому була дослідницею, яка брала участь у створенні зброї, що привела Землю до постапокаліптичного стану. На відміну від Юкіто, який також мав культового батька, вона вбила свою матір у відповідь і готова знищити всіх в Імперії, щоб позбутися Локі. Вона була подругою одного з близнюків-громових архонтів, Юпітера, коли вони служили уряду.

## Медіа

### Манґа
Написана Аоі Акашіро та проілюстрована Соншьо Хангецубаном, манґа KamiKatsu: Working for God in a Godless World розпочала серіалізацію в сейнен-журналі Monthly Hero's від Hero's Inc. 1 травня 2019 року. Після закриття Monthly Hero's 30 жовтня 2020 року серію перенесли на сайт Comiplex 27 листопада того ж року. Станом на 26 грудня 2024 року випущено десять томів танкобонів. Англійською мовою серія ліцензована Titan Comics під назвою Working for God in a Godless World.
Спінф манґа The Godless World of Onee-chan (яп. 神無き世界のおねーちゃん活動, Kaminaki Sekai no Onee-chan Katsudō, "What My Older Sister Does in a World Without Gods"), сценарій до якої написав Шін'я Мурата, а ілюстрації виконав Токісада Хаямі, розпочала серіалізацію на сайті Comiplex 25 листопада 2022 року. Станом на березень 2023 року спін-офф зібрано в один том. Англійською мовою манга також ліцензована Titan Comics.
| №  | Дата виходу       | ISBN                   |
| -- | ----------------- | ---------------------- |
| 1  | 5 лютого 2020     | ISBN 978-4-86-468701-0 |
| 2  | 4 липня 2020      | ISBN 978-4-86-468730-0 |
| 3  | 29 січня 2021     | ISBN 978-4-86-468778-2 |
| 4  | 29 вересня 2021   | ISBN 978-4-86-468833-8 |
| 5  | 27 квітня 2022    | ISBN 978-4-86-468880-2 |
| 6  | 29 листопада 2022 | ISBN 978-4-86-468140-7 |
| 7  | 29 травня 2023    | ISBN 978-4-86-468171-1 |
| 8  | 27 грудня 2023    | ISBN 978-4-86-468215-2 |
| 9  | 28 червня 2024    | ISBN 978-4-86-468261-9 |
| 10 | 26 грудня 2024    | ISBN 978-4-86-805027-8 |

The Godless World of Onee-chan:
| № | Дата виходу        | ISBN                   |
| - | ------------------ | ---------------------- |
| 1 | March 29, 2023[25] | ISBN 978-4-86-468165-0 |

### Аніме
Аніме-адаптація була анонсована 26 квітня 2022 року. Виробництвом займалася Studio Palette, режисером виступив Юкі Інаба, а Йошіфумі Суєда працював як супервайзер. Аоі Акашіро відповідав за сценарій, Каорі Йошікава розробляла дизайн персонажів, а Ясунорі Івасакі складав музику. Серіал транслювався з 6 квітня до 6 липня 2023 року на Tokyo MX та інших телеканалах. Опенінґ — «I Wish» у виконанні Рін Курусу, Ендонінґ — «Steppin' Up Life!» у виконанні Акарі Кіто. Аніме було ліцензовано Crunchyroll, який також випустив його з англійським дубляжем.